# الذكرى الأخيرة (مسلسل)
مسلسل الذكري الأخيرة، مسلسل تلفزيوني جزائري درامي، أنتج في جزئين، الأول هو (الذكرى الأخيرة)، أما الثاني فهو (للزمن بقية)، ويناقش المسلسل في جزأيه قضايا اجتماعية، مثل قضايا الإدمان على الأنترنت، والزواج العرفي، والزواج بالفاتحة، صراع الأجيال نتيجة تطور التكنولوجيا، وقضايا العنف الأسري وغيرها.

## القصة
تعرض أحداث المسلسل قصة عائلة تفتقد السعادة والفرح في حياتها، وتحكي قصة المسلسل حكاية أخوة يعشون في منزل مع والديهم، في ظروف أسرية سيّئة، إذ تعاني الأم كثيراً من تسلط زوجها الذي لطالما عيّرها بعجزها عن انجاب مولد ذكر غير أكبر أبنائهم رشيد، إذ كان بقية مواليدها من الإناث، ليكون ذلك الأمر سبباً في انطفاء سعادة هذه الأسرة لوقتٍ طويل، وتزداد الأحداث سواء وتعقيداً عن تستمر الأم بإنجاب الإناث، وتزداد أحداث العمل درامية عندما تموت الأم فور إنجابها آخر بناتها، لتصبح هذه العائلة تحت رعاية امرأة أخرى هي زوجة والدهم، ما يزيد الأمر سوأ وتعقيداً.

### الجزء الثاني من المسلسل
في الجزء الثاني من المسلسل (للزمن بقية)، نشاهد تخلص رشيد أكبر أبناء العائلة يتجه نحو التخلص من ذكريات الماضي التي لاحقته لوقت طويل، لكن مازل يعاني من الآثار النفسية التي خلفتها تلك حياة السابقة فيحاول الانغماس في عمله محاولاً تناسي الظروف التي تعيشها العائلة إثر الحالة الأسرية المتوترة، وما خلفته من آثار بالغة الخطورة على حياة أبنائها الذين أصبحو عرضة للانحراف، ليجعل منها المسلسل بوابة للتطرق إلى كثير من القضايا التي يواجهها لمجتمع.

## الممثلون
من الممثلين:
- عز الدين بورغدة : بدور رشيد
- فتيحة وراد بدور خديجة
- مليكة بلباي بدور حليمة
- ياسمينة عبد المومن بدور حكيمة
- عواطف كريكور بدور سليمة
- مليكة قماط بدور جميلة
- زنايدة بويحياوي بدور رانيا
- عبد الكريم بريبر بدور احمد
- نول زعتر بدور ربيعة
- فؤاد زاهد بدور جمال
- العيد كابوش بدور سالم
- مروان بدور رياض
- فريال حبيب بدور فريال
- نسيمة لوعيل بدور منال
- احمد بن عيسى بدور الاب
- سارة رزيقة بدور كنزة
- سمية بن دكوم
- ليندة امزيان بدور كريمة
- نورهان بوجة
- عباس محمد